# この世に私の居場所なんてない
『この世に私の居場所なんてない』（I Don't Feel at Home in This World Anymore）は、メイコン・ブレア監督・脚本による2017年のコメディ・クライム・スリラー映画である。ブレアは俳優で、この作品が初監督作。出演はメラニー・リンスキー、イライジャ・ウッド、デヴィッド・ヨウ、ジェーン・レヴィ、デヴォン・グレイである。
また、音楽担当のブルック・ブレア、ウィル・ブレアは、映画音楽の作曲コンビとしてしられる、監督の兄弟である。
ワールド・プレミアは2017年1月19日にサンダンス映画祭で行われ、米国劇作品コンペティション部門で審査員大賞を獲得した。2017年2月24日にネットフリックスで配信された。

## あらすじ
気弱で地味でおとなしい看護助手ルースの自宅に空き巣が入るが、警察は何もしてくれず、世間も同情してくれない。彼女は仕方なく、変わり者の隣人トニーと手を組んで、自分で犯人探しを始める。。

## キャスト
※括弧内は日本語吹替
- ルース・キムケ（泥棒被害に合う独身の看護助手）：メラニー・リンスキー（永田亮子）
- トニー（ルースの捜査に協力する近所の住人）：イライジャ・ウッド（浪川大輔）
- マーシャル（犯罪集団のボス）：デヴィッド・ヨウ（英語版）（青山穣）
- デズ（犯罪集団の女）：ジェーン・レヴィ
- クリスチャン・ルマック（泥棒、犯罪集団の一員）：デヴォン・グレイ（星野充昭）
- メレディス・ルマック（クリスチャンの継母）：クリスティン・ウッズ（英語版）（日野由利加）
- クリス・ルマック（クリスチャンの父）：ロバート・ロングストリート
- ウイリアム・ベンデックス（刑事）：ゲイリー・アンソニー・ウィリアムズ（英語版）（落合弘治）
- アンジー（ルースの友達で一児の母親）：リー・エディ（英語版）（品田美穂）
- ドンキー・ディック（ギャング）：デレク・ミアーズ
- セザール（クリスのボデイガード）：ジェイソン・マヌエル・オラザバル
- ダン（アンジーの夫）：マット・オルデュナ
- ヨナ（アンジーとダンの娘）：ミシェル・モレノ
- バーの男（ルースにバーで声をかける男）：メイコン・ブレア
- その他の日本語吹き替え：後藤敦／清水裕亮／石井未紗／宮本淳／入江純／橋本雅史／宮本誉之／きそひろこ／森田了介／あべそういち／壹岐紹未

日本語版スタッフ：演出：高田浩光、翻訳：安本熙生、制作：JVCケンウッド・ビデオテック／Voice & Script International

## 製作
2016年4月、メイコン・ブレアが監督・脚本を務める映画作品にメラニー・リンスキーとイライジャ・ウッドが出演することが発表された。
主要撮影は2016年4月よりオレゴン州ポートランドで始まった。

## 公開
2016年1月19日にサンダンス映画祭でワールド・プレミアが行われた。2017年2月27日よりネットフリックスでのストリーミング配信が始まった。

### 評価
本作は批評家から好意的に評価されている。
"Certified Fresh"（新鮮保証）印を受けている。映画批評集積サイトのRotten Tomatoesには51件のレビューがあり、批評家支持率は89%、平均点は10点満点で7.4点となっている。